# Centre de distribució

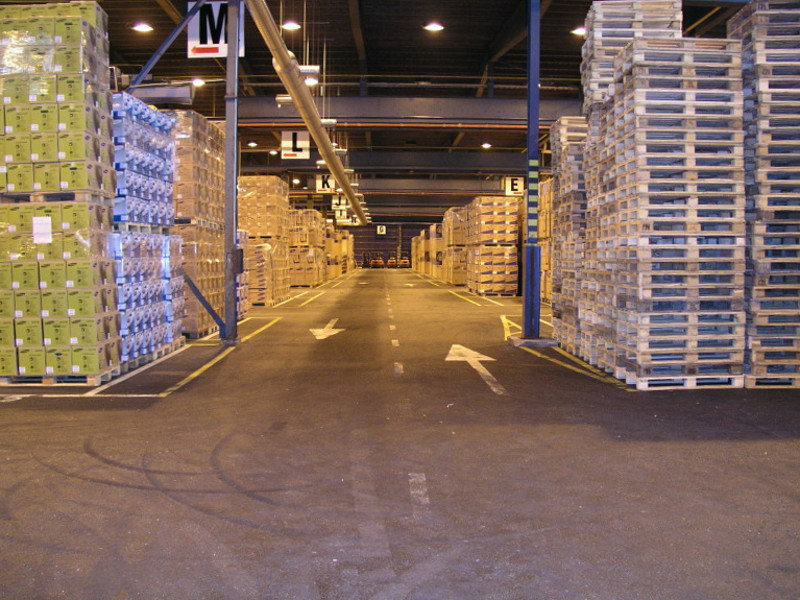
Àrea d'emmagatzematge d'un centre de distribució a Finlàndia.

Un centre de distribució és una infraestructura logística en la qual s'emmagatzemen productes i s'embarquen ordres d'eixida per a la seua distribució al comerç al detall o a l'engròs. Generalment es constitueix per un o més magatzems, en els quals ocasionalment es compta amb sistemes de refrigeració o aire condicionat, àrees per a organitzar la mercaderia i comportes, rampes o altres infraestructures per a carregar els vehicles.
Les companyies solen definir la localització dels seus centres de distribució en funció de l'àrea o la regió en la qual aquest tindrà cobertura, incloent-hi els recursos naturals, les característiques de la població, disponibilitat de força de treball, imposts, serveis de transport, consumidors, fonts d'energia, entre d'altres. Així mateix aquesta ha de tenir en compte a més les rutes des d'i cap a les plantes de producció, i a carreteres principals, o a la ubicació de ports marítims, fluvials, aeris, estacions de càrrega i zones franques.
La implementació de centres de distribució dins de la cadena de subministrament sorgeix de la necessitat d'assolir una distribució més eficient, flexible i dinàmica, és a dir, assegurar una capacitat de resposta ràpida al client, de cara a una demanda cada vegada més especialitzada. La implementació també ofereix una reducció de costs en les empreses i evita colls d'ampolla.
Altre avantatge és el fet de generar mecanismes de vincle «fabrica – client», la qual cosa permet una atenció adequada a petits punts de venda, com quioscs, cafeteries o restaurants, amb una alta taxa d'entrada i eixida de productes, els quals tenen habitualment un curt termini per a fer les seues comandes o un període molt curt per a la seua comercialització.